# Mozilla (comunidad)

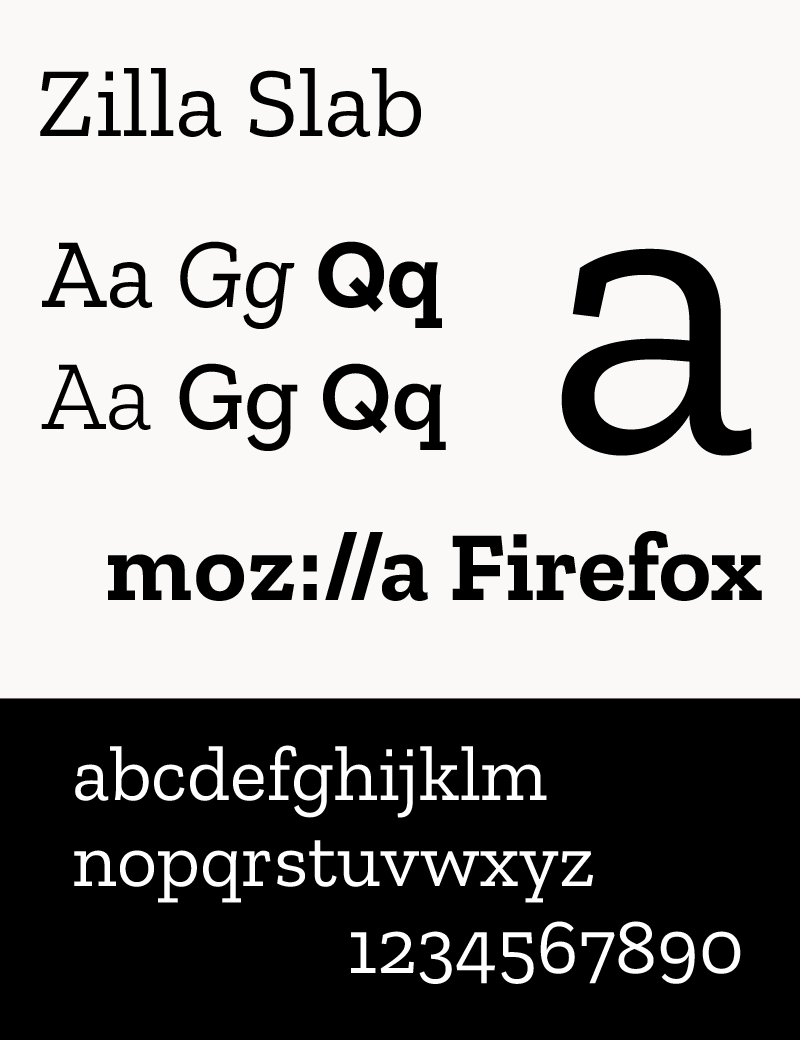
Zilla Slab, la tipografía de Mozilla desde 2017

Mozilla es una comunidad de software libre fundada en 1998 por miembros de Netscape. La comunidad de Mozilla usa, desarrolla, difunde y brinda soporte a los productos de Mozilla, promoviendo de esa forma exclusivamente el software libre y los estándares abiertos, solo con excepciones menores. La comunidad es mantenida institucionalmente por la Fundación Mozilla, que es sin fines de lucro, y su filial que paga impuestos, Corporación Mozilla.
Los productos de Mozilla incluyen el navegador de web Firefox, el cliente de correo Thunderbird, el sistema operativo para móviles Firefox OS, el sistema de seguimiento de bugs Bugzilla, el motor de renderizado Gecko, el servicio de "listas de lectura" Pocket y entre muchos otros.

## Historia
El 23 de enero de 1998, Netscape hizo dos anuncios: primero que Netscape Communicator sería gratuito; y segundo que el código de fuente sería abierto. Un día después Jamie Zawinski de Netscape registró mozilla.org. El proyecto tomó su nombre, "Mozilla", del nombre código original del navegador Netscape Navigator — un portmanteau de "Mosaic y Godzilla", y utilizado para coordinar el desarrollo de la Suite de aplicaciones de Mozilla, la versión de código abierto del software de internet de Netscape, Netscape Communicator Jamie Zawinski dice que se le ocurrió el nombre de "Mozilla" en una reunión del personal de Netscape. Un grupo pequeño de empleados de Netscape fueron seleccionados para la coordinación de la nueva comunidad.

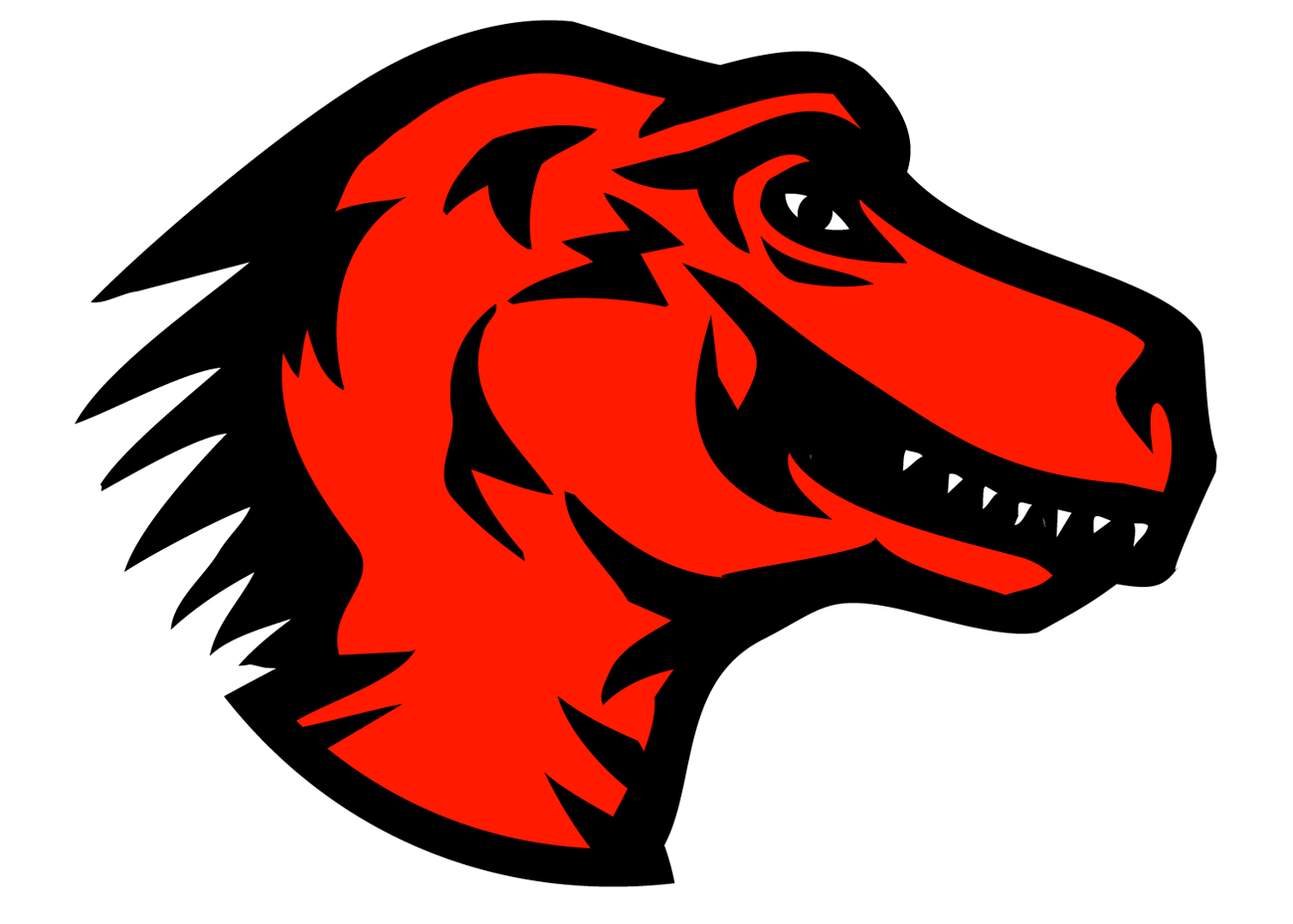
El logotipo anterior de Mozilla, diseñado por Shepard Fairey en 1998.

Originalmente, Mozilla apuntó a ser un proveedor de tecnología para compañías como Netscape, la que comercializaría su código fuente abierto. Cuando AOL (la compañía padre de Netscape) redujo su participación con Mozilla en julio de 2003, la Fundación Mozilla fue designada como la representante legal del proyecto. Al poco tiempo, Mozilla dio término a la Suite de aplicaciones en favor de aplicaciones independientes para cada función, principalmente el navegador web Firefox y el cliente de correo Thunderbird, y paso a entregarlas directamente al público.
Las actividades de Mozilla desde entonces se han expandido para incluir Firefox en plataformas móviles (principalmente Android), un sistema operativo móvil llamado Firefox OS, un sistema de identidad basado en la web llamado Mozilla Persona y una tienda para aplicaciones en HTML5.
En un informe liberado en noviembre de 2012, Mozilla informó que sus ingresos totales para 2011 fueron de $163 millones de dólares, el cual superó en 33% el de $123 millones de 2010. Mozilla destacó que cerca del 85% de sus ingresos provienen de su contrato con Google.
A finales de 2013, Mozilla anunció un trato con Cisco Systems con el cual Firefox descargaría y utilizaría una compilación de un binario proveído por Cisco de un códec de código abierto para reproducir el formato de video propietario H.264. Como parte del trato, Cisco pagaría cualquier costo de licencia de patentes asociado al binarios que distribuya. El CTO de Mozilla, Brendan Eich, reconoció que esto "no es una solución completa" y que no es "perfecta". Un empleado en el equipo de formatos del vídeo de Mozilla, escribiendo desde una perspectiva no oficial, lo justificó por ser requerido para mantener a la gran base de usuarios, lo que sería necesario en futuras batallas para conseguir formatos de video realmente libres.
En diciembre de 2013, Mozilla anunció el financiamiento para el desarrollo de juegos no-libres a través de su Reto de creadores de juegos (Game Creator Challenge). Aunque los juegos sean lanzados bajo un sistema de software no libre o una licencia abierta, el juego debía ser programado con tecnologías web abiertas y JavaScript según los criterios del anuncio.
En enero de 2017 la compañía cambió su logotipo de dinosaurio a favor de uno que incluye un "://" secuencia de caracteres de una URL, conformando el logotipo renovado: "moz://a".

### CEO Controversia por la promoción a CEO de Eich
El 24 de marzo de 2014, Mozilla promovió a Brendan Eich a la función de CEO. Esto llevó a boicots y protestas de la comunidad LGBT y simpatizantes, ya que Eich anteriormente había donado US$1.000 en 2008 en apoyo a la Proposición 8 de California, una proposición de papeleta de California y enmienda a la constitución estatal en oposición al matrimonio entre personas del mismo sexo. La donación de Eich fue hecha pública por primera vez en 2012, mientras ejercía como jefe técnico en Mozilla, lo que llevó a respuestas de enojo a través de Twitter— incluyendo el uso del hashtag "#wontworkwithbigots".
Las protestas también emergieron en 2014 a raíz del anuncio de Eich como CEO de Mozilla. Compañías de EE. UU. como OkCupid y CREDO Mobile recibieron cobertura de la prensa por sus objeciones, con los últimos solicitando a sus usuarios boicotear al navegador, mientras que Credo consiguió 50.000 firmas para una solicitud de dimisión para Eich.
Debido a la controversia, Eich voluntariamente dio un paso al lado el 3 de abril de 2014 y Mitchell Baker, ejecutiva de la Corporación Mozilla, publicó una declaración en el blog de Mozilla: "No nos movimos lo suficientemente rápido para comprometernos con las personas una vez que la controversia empezó. Mozilla cree tanto en la igualdad como en la libertad de expresión. La igualdad es necesaria para generar un discurso de importancia. Y necesitas de la libertad de expresión para luchar por la igualdad." La dimisión de Eich produjo un vuelco en contra para la compañía ya que pareció como una acción forzada.
El cofundador de OkCupid y CEO Sam Yagan también había dado $500 al candidato republicano Chris Cannon quién procedió a votar a favor de múltiples medidas vistas como "anti-gay", incluyendo la prohibición de matrimonio para personas del mismo sexo. Yagan dice que no tenía conocimiento de la postura de Cannon respecto de los derechos gay y que su contribución se debió a que el candidato republicano se postulaba para la subcomisión de la casa que vería los temas de Internet y de Propiedad Intelectual.
Los comentarios de lectores en artículos que fueron publicados en fechas cercanas a los acontecimientos se dividían entre los que apoyaban las acciones de OkCupid y los que se oponían. Quienes apoyaban decían que el boicot era justificado y veían las acciones de OkCupid como una postura firme de oposición a la intolerancia hacia la comunidad gay. Los opositores veían las acciones de OkCupid como hipócritas, ya que Eich es también el inventor de Javascript, el cual es todavía requerido para explorar el sitio web de OkCupid, sentían que los usuarios no debían ser penalizados por las acciones de Mozilla y sospechaban que las acciones de OkCupid eran truco para ganar publicidad .

## Valores
De acuerdo al manifiesto de Mozilla, el cual perfila los objetivos, principios y un compromiso, "El proyecto de Mozilla utiliza un enfoque basado en la comunidad para crear software de código abierto de clase mundial y desarrollar nuevos tipos de actividades colaborativas". El manifiesto de Mozilla menciona solo sus creencias en aspectos relacionados con Internet y la privacidad en Internet, y no tiene ninguna mención de puntos de vista políticos o sociales.

### Compromiso
De acuerdo a la Fundación Mozilla:
La Fundación Mozilla se compromete a apoyar el Manifiesto de Mozilla en sus actividades. Específicamente, nosotros:

- Construimos y habilitamos tecnologías de código abierto y comunidades que apoyen los principios del Manifiesto;

- Construimos y entregamos fantásticos productos que apoyan los principios del Manifiesto a los consumidores;

- Usamos los materiales de Mozilla (propiedades intelectuales como los derechos de copia y de marca, infraestructura, fondos y reputación) para mantener a Internet como una plataforma abierta;

- Promovemos modelos para crear valor económico para el beneficio público; y

- Promovemos los principios del Manifiesto de Mozilla en los discursos públicos y dentro de la industria de Internet.

## Software

Logotipo de Firefox

### Firefox
Firefox es el Navegador web más usado en todo el mundo, y es el producto estrella de Mozilla. Está disponible tanto para escritorio como para dispositivos móviles. Firefox utiliza el motor de renderizado Gecko  para darle forma a las páginas web, el cual implementa estándares web actuales y anticipados. Para finales del 2015, Firefox contaba con aproximadamente un 10-11% de participación en el uso de navegadores web, haciéndolo el 4.º navegador más utilizado.
Firefox empezó como una rama experimental del código base de Mozilla por Dave Hyatt, Joe Hewitt y Blake Ross. Ellos creyeron que los requisitos comerciales del patrocinio de Netscape y el exceso de funcionalidades producto de los desarrolladores comprometían la utilidad del navegador de Mozilla. Para combatir lo que vieron como el problema de software bloat de la Suite de aplicaciones de Mozilla, crearon un navegador independiente con la intención de reemplazar a la suite de aplicaciones.
Firefox se llamó inicialmente Phoenix pero el nombre fue cambiado para evitar conflictos de marca con Phoenix Thecnologies. El reemplazo inicialmente anunciado, Firebird, provocó objeciones por parte de la comunidad del proyecto Firebird. El nombre actual, Firefox, fue elegido el 9 de febrero de 2004.

### Firefox para móviles
Firefox para dispositivos móviles (nombre código Fennec) es la compilación del navegador de web Mozilla Firefox para dispositivos como teléfonos inteligentes y tabletas.
Firefox para móviles utiliza el mismo El móvil utiliza el mismo motor de diseñoGecko que Mozilla Firefox. Por ejemplo, la versión 1.0 utilizó el mismo motor que Firefox 3.6, y la siguiente, 4.0, compartió el código de núcleo con Firefox 4.0. Sus características incluyen soporte para HTML5, Firefox Sync, soporte para extensiones y navegación en pestañas.
Firefox para móviles se encuentra actualmente disponible para Android 4.0.3 o superior en dispositivos con una CPU ARMv7 o x86.

### Firefox OS
Firefox OS (Nombre del proyecto: Boot to Gecko, también conocido como B2G) es un sistema operativo de código abierto que fue desarrollado por Mozilla para soportar aplicaciones HTML5 aplicaciones escritas utilizando "tecnologías web abiertas" en lugar de APIs nativas específicas para la plataforma. El concepto detrás de Firefox OS es que todo el software accesible por el usuario sean aplicaciones HTML5, las cuales hagan uso de APIs de la web abierta para acceder al hardware del teléfono directamente a través de JavaScript.
Algunos dispositivos que utilizan este SO incluyen al Alcatel One Touch Fire, ZTE Open y LG Fireweb. Mozilla anunció el término del desarrollo de Firefox OS en diciembre de 2015.

### Thunderbird
Thunderbird es un cliente de correo y noticias gratuito, de código abierto y multiplataforma desarrollado por los voluntarios de la comunidad de Mozilla.
El 16 de julio de 2012, Mitchell Baker anunció que los líderes dentro de Mozilla había llegado a la conclusión de que la mantención de la estabilidad era lo más importante para Thunderbird y que la innovación en Thunderbird ya no una prioridad para Mozilla. En aquella actualización, Baker indicó también que Mozilla había proporcionado un camino para que la comunidad innovase en torno a Thunderbird en caso de que lo desee.

### SeaMonkey

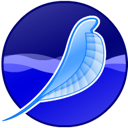
Logotipo de SeaMonkey

SeaMonkey (Anteriormente conocido como la Suite de aplicaciones de Mozilla) es una suite de componentes de software para internet gratuita, de código abierto y multiplataforma que incluye un componente de navegación web, un cliente para envío y recepción de correos y u mensajes de grupos de noticias de Usenet, un editor HTML (Mozilla Composer) y el cliente IRC ChatZilla.

El 10 de marzo de 2005, la Fundación Mozilla anunció que lanzaría nuevas versiones oficiales de la Suite de aplicaciones más allá de la v1.7.x, y desde entonces se ha centrado en las aplicaciones independientes Firefox y Thunderbird. SeaMonkey es ahora mantenido por el consejo SeaMonkey, el cual ha realizado el registro de marca de SeaMonkey con ayuda de la Fundación Mozilla. La Fundación Mozilla proporciona al proyecto espacio para los desarrolladores de SeaMonkey.

### Bugzilla

Logotipo de Bugzilla

Bugzilla es un sistema de seguimiento de bugs basado en la web, que fue liberado como software de código abierto por Netscape Communications en 1998 junto con resto del código de base de Mozilla, y es actualmente mantenido por Mozilla. Ha sido adoptado por una variedad de organizaciones para uso como sistema de seguimiento de bugs, tanto para software libre y de código abierto como para productos y proyectos propietarios, incluyendo a Fundación Mozilla, el núcleo Linux, GNOME, KDE, Red Hat, Novell, Eclipse y LibreOffice.

### Pocket
El 27 de febrero de 2017, Pocket anunció que había sido adquirida por la Corporación Mozilla, el brazo comercial del grupo de desarrollo sin fines de lucro detrás de Firefox (Organización sin ánimo de lucro). Es una aplicación y servicio web para gestionar listas de lectura de artículos de Internet. Está disponible para macOS, Windows, iOS, Android, Windows Phone, BlackBerry, lectores electrónicos Kobo y navegadores web. La aplicación originalmente pretendía ser solo para computadores de escritorio.

### Componentes

#### NSS
Network Security Services (NSS) comprende un conjunto de librerías diseñadas para soportar el desarrollo multiplataforma de aplicaciones cliente/servidor con seguridad integrada. NSS proporciona una completa implementación de código abierto de librerías criptográficas, soportando SSL y S/MIME. NSS se encontraba tri-licenciada bajo la Licencia Pública de Mozilla 1.1, la Licencia Pública General de GNU y la Licencia Pública General Reducida de GNU, pero actualmente se encuentra licenciada bajo GPL-compatible MPL 2.0.
AOL, Red Hat, Sun Microsystems/Oracle Corporation, Google y otras compañías junto a colaboradores individuales han desarrollado en conjunto NSS. NSS es utilizado en un gran número de productos no relacionados con Mozilla, incluyendo a Evolution, Pidgin y LibreOffice.

#### SpiderMonkey
SpiderMonkey es el motor de JavaScript original desarrollado por Brendan Eich cuando creó JavaScript en 1995 como desarrollador en Netscape. Se convirtió en parte de la familia de productos Mozilla cuando Mozilla heredó el código base de Netscape en 1998. En el año 2011, Eich transfirió la propiedad nominal del código y proyecto SpiderMonkey a Dave Mandelin.
SpiderMonkey es un motor multiplataforma escrito en C++ el cual implementa ECMAScript, un estándar desarrollado a partir de JavaScript. Comprende un intérprete, un conjunto de compiladores en tiempo de ejecución, un descompilador y un recolector de basura. Entre los productos que incorporan a SpiderMonkey se encuentran Firefox, Thunderbird, SeaMonkey y muchas otras aplicaciones no relacionadas con Mozilla.

#### Rhino
Rhino es un motor de JavaScript de código abierto administrado por la Fundación Mozilla. Se encuentra desarrollado totalmente en Java. Rhino convierte scripts de JavaScript en clases de Java. Rhino funciona tanto de forma compilada como interpretada.

#### Gecko
Gecko es un motor de renderizado que soporta páginas web escritas usando HTML, SVG, y MathML. Gecko está escrito en C++ y utiliza NSPR para asegurar su portabilidad entre plataformas. Su código fuente se encuentra licenciado bajo la Licencia Pública de Mozilla.
Firefox utilizaba en el pasado Gecko tanto para renderizar páginas web como para renderizar su interfaz de usuario. Gecko es usado por Thunderbird, SeaMonkey y muchas otras aplicaciones no relacionadas con Mozilla.

#### Rust
Rust es un lenguaje de programación compilado desarrollado por Mozilla Research. Se encuentra diseñado para ofrecer seguridad, concurrencia y rendimiento. Rust está diseñado para crear piezas de software grandes y complejas que deban ser rápidas y seguras contraataques.
Rust actualmente está siendo utilizando en el motor de renderizado Servo, desarrollado por Mozilla y Samsung, y es utilizado en las últimas versiones de Mozilla Firefox.

#### XULRunner
XULRunner es una plataforma de software y un experimento tecnológico desarrollado por Mozilla, el cual permite a aplicaciones creadas con la tecnología utilizada en las extensiones de Firefox (XPCOM, Javascript, HTML, CSS, XUL) ser ejecutadas de forma nativa como aplicaciones de escritorio sin requerir de Firefox. Los binarios de XULRunner se encuentran disponibles para Windows, GNU/Linux y OS X, permitiendo de esa forma que las aplicaciones creadas con esta tecnología sean multiplataforma.

#### pdf.js
Pdf.js es una librería desarrollada por Mozilla que permite el renderizado dentro del navegador de documentos PDF utilizando HTML5 Canvas y JavaScript. Se incluye de forma predeterminada en las versiones recientes de Firefox, lo que permite que el navegador renderice documentos PDF sin necesidad de complementos externos. Está disponible por separado como una extensión llamada "PDF Viewer" en Firefox para Android, SeaMonkey y las versiones de Firefox en las que no se encuentra incorporado. También se puede incluir como parte de los scripts en un sitio web, para permitir la renderización de archivos PDF en cualquier navegador que implemente las funciones HTML5 requeridas y que pueda ejecutar JavaScript.

#### Shumway
Shumway es un reemplazo de código abierto para Adobe Flash Player, desarrollado por Mozilla desde 2012, usando tecnologías web abiertas como reemplazo para las tecnologías Flash. Usa JavaScript y elementos Canvas de HTML5 para renderizar contenido Flash y ejecutar Actionscript. Es incluido por defecto en Firefox Nightly y puede ser instalado como una extensión para cualquier versión reciente de Firefox. La implementación actual se encuentra limitada en sus capacidades para renderizar contenido Flash que vaya más allá de simples proyectos.

## Otras actividades

### Mozilla VR
Mozilla VR es un equipo centrado en llevar las herramientas de Realidad Virtual, especificaciones y estándares a la Web abierta. Mozilla VR mantiene "A-Frame (VR)", un marco para construir experiencias VR en la web, y trabaja en mejorar el soporte de WebVR dentro de los navegadores web.

### Mozilla Persona
Mozilla Persona fue un mecanismo de autenticación para sitios web seguro y multi-navegador que permitía al usuario usar un solo nombre de usuario y contraseña (u otro método de autentificación) para conectarse a múltiples sitios. Mozilla Persona fue cerrado el 30 de noviembre de encima 2016.

### Servicio de Ubicación del Mozilla
El Servicio de Ubicación (MLS por sus siglas en inglés - "Mozilla Location Service") es un servicio de geolocalización alimentado por los usuarios. Fue iniciado por Mozilla en 2013 y ofrece una API libre.

### Webmaker
Mozilla Webmaker es la iniciativa educativa de Mozilla, siendo el objetivo de Webmaker "ayudar a millones de personas a pasar de ser usuarios de la web a creadores de la web." Como parte de la misión de Mozilla, Webmaker busca "ayudar al mundo a incrementar su entendimiento de la web, tomar mayor control sobre sus vidas en línea y a crear un planeta más alfabetizado respecto a la web."

### Mozilla Developer Network
Mozilla mantiene un exhaustivo sitio web de documentación para desarrolladores llamado Mozilla Developer Network (Red de desarrolladores de Mozilla), el cual contiene información sobre tecnologías web incluyendo HTML, CSS, SVG, JavaScript, junto con información específica respecto a Mozilla. Además, Mozilla publica un gran número de videos sobre tecnologías web y el desarrollo de proyectos de Mozilla en el sitio web de Air Mozilla.

### Common Voice
En julio de 2017, Mozilla lanzó el proyecto Common Voice para ayudar a que el reconocimiento de voz se encuentre disponible para todos de forma abierta. Los visitantes del sitio web pueden donar su voz para ayudar a construir un motor de reconocimiento de voz de código abierto que cualquiera pueda utilizar para hacer aplicaciones para dispoitivos y para sitios web que hagan uso de esta tecnología. El sitio permite a los visitantes leer una oración para ayudar al sistema a aprender cómo habla la gente real, junto con validar las frases leídas de otras personas.
Mozilla publica los conjuntos de datos de Common Voice bajo una licencia CC-0.

### In Real Life (IRL)
El 26 de junio de 2017, Mozilla lanzó su podcast llamado In Real Life (IRL)  que se traduce como "En la vida real", el cual explora historias populares de la web que tratan problemas de Internet que afectan a la sociedad como un todo.

## Comunidad
La comunidad de Mozilla consta de más de 40.000 colaboradores activos en todo el mundo. Incluye tanto a empleados a contrata como a voluntarios que trabajan en objetivos asociados al manifiesto de Mozilla. Muchas de las sub-comunidades en Mozilla se han formado en torno a los esfuerzos de localización para Mozilla Firefox, y las propiedades de Mozilla.

### Comunidades locales

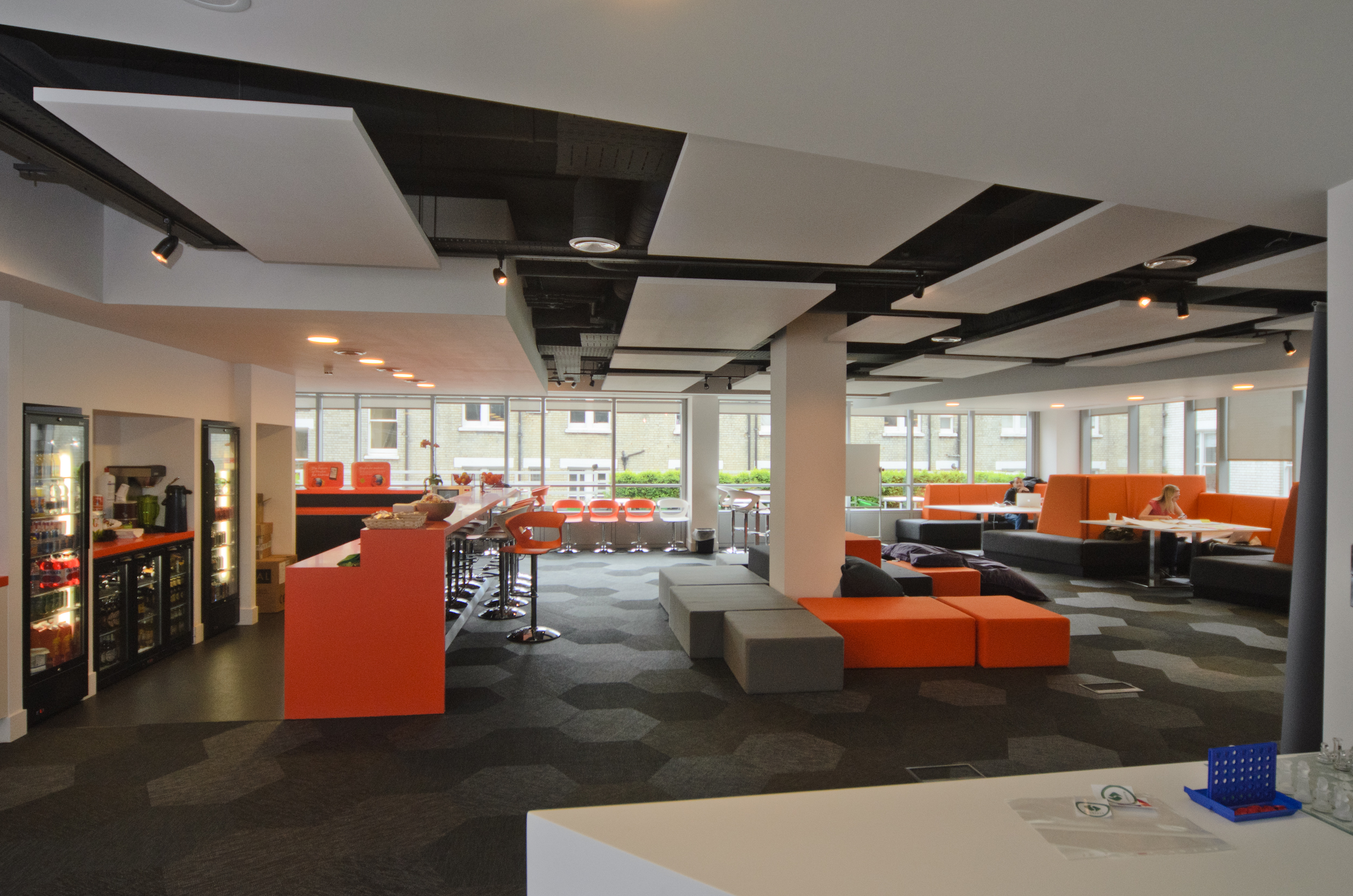
Mozilla spaces, Londres

Hay un número de sub-comunidades que existen en base a sus ubicaciones geográficas, donde los colaboradores que vivan cerca se reúnen para trabajar juntos en actividades particulares, tales como la localización, marketing, PR y soporte a los usuarios.
En 2017, Mozilla creó un reto de Innovación Inalámbrica para la Seguridad de la Red (WINS por sus siglas en inglés - Wireless Innovation for Network Security) desafío que otorgó un total de US$2 millones en dinero como premio a los innovadores que utilizasen su diseño descentralizado para crear soluciones inalámbricas para acceso a internet en casos de desastres naturales. Este reto también buscaba conectar a comunidades que carecieran de acceso a Internet.

### Mozilla Reps

Logotipo de Mozilla Reps

El programa de Mozilla Reps tiene por objetivo facultar y apoyar a los voluntarios de Mozilla que quieran transformarse en representantes oficiales de Mozilla en sus regiones o localidades.
El programa proporciona un marco sencillo y un conjunto concreto de herramientas para ayudar a los voluntarios para organizar y/o asistir a eventos, reclutar y guiar a nuevos colaboradores, documentar y compartir actividades y apoyar a sus comunidades locales de mejor manera.
Al unirse al programa, un Mozilla Rep se compromete con las siguientes responsabilidades:
- Representar a Mozilla en su país/región
- Promover el proyecto de Mozilla y su misión
- Construir y apoyar esfuerzos y programas tanto existentes como futuros de la comunidad
- Inspirar, reclutar y apoyar a nuevos colaboradores
- Apoyar y guiar a futuros Mozilla Reps
- Documentar claramente todas sus actividades

### Conferencias y acontecimientos

#### Mozilla Festival

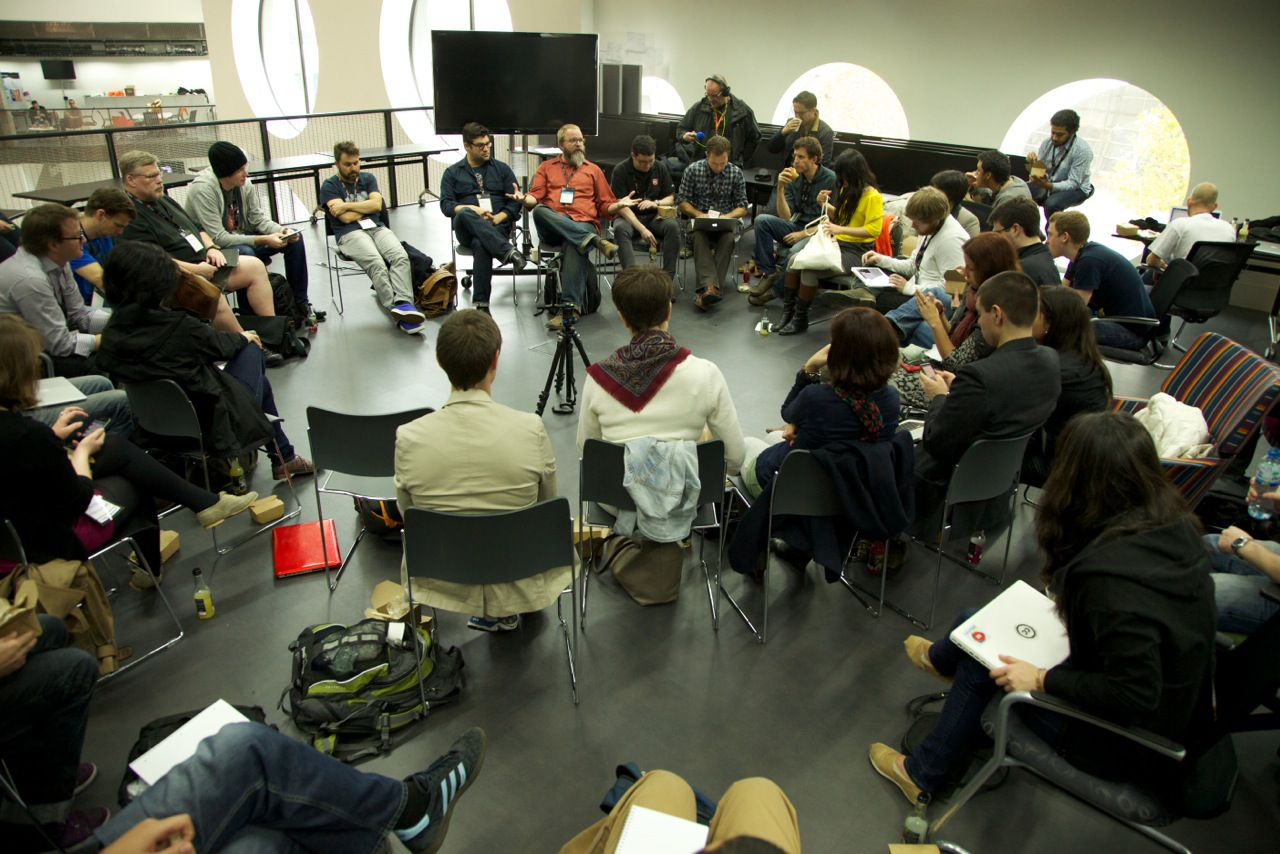
Ponentes de la Fundación de Knight hablan del futuro del futuro de las noticias en el Festival de Mozilla de 2011 en Londres.

El Mozilla Festival es un evento anual donde centenares de personas apasionadas exploran la Web, aprenden juntos y hacen cosas que pueden cambiar al mundo. Con énfasis en la creación —el mantra del Festival es "less yack, more hack." Periodistas, programadores, directores de películas, diseñadores, educadores, gamers, creadores, jóvenes y cualquiera de cualquier parte del mundo, son animados a participar. A la actividad asisten personas de más de 40 países, todos trabajando en la intersección entre la libertad, la Web, y el tema puntual seleccionado para ese año.
El evento gira en torno a desafíos de diseño que buscan afrontar problemas clave en base al tema elegido para el festival de ese año. En los años anteriores, el Mozilla Festival se ha enfocado en el aprendizaje, los medios, y el año 2012 en la creación. Los títulos de los festivales se relacionan al tema principal, la libertad (respecto a la libertad de expresión, no a la de beber), y la Web.

#### MozCamps
Los MozCamps son la parte crítica de la iniciativa Grow Mozilla que tiene por objetivo hacer crecer la comunidad de Mozilla. Estos campamentos buscan reunir a colaboradores de todo el mundo. Son actividades intensivas de múltiples días que incluyen presentaciones de líderes dentro de Mozilla, talleres y otras sesiones (realizadas por personal pagado o voluntario), y divertidas reuniones sociales. Todas estas actividades se combinan para premiar a los colaboradores por su arduo trabajo, compromiso con iniciativas y nuevos productos, y para alinear a todo los asistentes bajo la misión de Mozilla.

#### Mozilla Summit
Mozilla Summit fue el evento mundial de los contribuidores activos y los empleados de Mozilla que buscó desarrollar un entendimiento compartido de la misión de Mozilla. Más de 2.000 personas representando 90 países y 114 idiomas se reunieron en Santa Clara, Toronto y Bruselas en 2013. Mozilla realizó su último Summit en 2013, reemplazándolo con "all-hands" que corresponden a eventos de menor tamaño en los que tanto empleados como voluntarios se reúnen para colaborar.